# کودکان ذرت ۳: برداشت شهری
کودکان ذرت ۳: برداشت شهری (انگلیسی: Children of the Corn III: Urban Harvest) فیلمی در ژانر ترسناک است که در سال ۱۹۹۵ منتشر شد. از بازیگران آن می‌توان به جیم متسلر، نانسی لی گران، و شارلیز ترون اشاره کرد.